# Pseudotrematodes frivaldszkyi
Pseudotrematodes frivaldszkyi är en skalbaggsart som beskrevs av Ménétriés 1836. Pseudotrematodes frivaldszkyi ingår i släktet Pseudotrematodes och familjen Melolonthidae. Inga underarter finns listade i Catalogue of Life.